# Cossidae
Famille
Les Cossidae sont une famille de lépidoptères (papillons) de la super-famille des Cossoidea.
Cette famille comporte près de 500 espèces. Les papillons sont de taille moyenne à grande ; ils ont des couleurs ternes grise, brune à blanche. Les chenilles se nourrissent essentiellement de bois en creusant dans les branches et les troncs des arbres.

## Liste des sous-familles et genres rencontrés en Europe
Selon Fauna Europaea (4 févr. 2015) :
- Sous-famille des Cossinae :
  - Acossus Dyar, 1905
  - Cossus Fabricius, 1794
  - Danielostygia Reisser, 1962
  - Deserticossus Yakovlev, 2006
  - Dyspessa Hübner, 1820
  - Meharia Chrétien, 1915
  - Paracossulus Schoorl, 1990
  - Parahypopta Daniel, 1961
  - Paropta Staudinger, 1900
  - Stygia Latreille, 1802
  - Stygoides Bruand, 1853
  - Wiltshirocossus Yakovlev, 2007
- Sous-famille des Zeuzerinae :
  - Phragmacossia Schawerda, 1924
  - Phragmataecia Newman, 1850
  - Zeuzera Latreille, 1804